# Вилин коњиц и плехана фуруна
„Вилин коњиц и плехана фуруна” је југословенски ТВ филм из 1967. године. Режирао га је Небојша Комадина а сценарио је написао Александар Поповић.

## Улоге
| Глумац                    | Улога |
| ------------------------- | ----- |
| Петар Краљ                |       |
| Бранислав Цига Миленковић |       |
| Жижа Стојановић           |       |